# Follese
Follese is een plaats op het eiland Askøy, in de provincie Vestland in het westen van Noorwegen. Het dorp ligt aan de westkant van het eiland, even ten zuiden van Hetlevik